# اسکارلت کورتیس
اسکارلت کورتیس (انگلیسی: Scarlett Curtis; (۲۱ ژوئن ۱۹۹۵) نویسنده و کنشگر اهل بریتانیا است.
وی همچنین برندهٔ جوایزی همچون ۱۰۰ زن بی‌بی‌سی شده‌است.